# Beschäftigungs- und Qualifizierungsgesellschaft
Eine Beschäftigungs- und Qualifizierungsgesellschaft (BQG) ist eine Organisationsform (Gesellschaft) zur weiteren Qualifizierung und Arbeitsmarktintegration von Arbeitnehmern. Die BQG ist eigenständiger Rechtsträger und wird meist in der Form einer GmbH betrieben. Jedoch sind auch andere Rechtsformen denkbar. In eine BQG gehen in der Regel Arbeitnehmer, die andernfalls als Folge von Kündigung des Arbeitsverhältnisses arbeitslos würden. Hauptsächliches Ziel ist, die Arbeitnehmer ohne zwischenzeitliche Arbeitslosigkeit durch Qualifizierungsmaßnahmen und Unterstützung in der Bewerbungsphase ein neues Arbeitsverhältnis finden zu lassen. Ein Mitarbeiter kann nach seiner Zeit in einer BQG in eine Transfergesellschaft wechseln.

## Verschiedene Formen
Im allgemeinen Sprachgebrauch werden BQG oder Transfergesellschaften begrifflich nicht immer sauber von Transferagenturen oder Transferdienstleistern unterschieden. Diese erbringen in der Regel etwa die folgenden Dienstleistungen: Zuerst wird ein Profiling durchgeführt, bevor die Arbeitnehmer in einem Bewerbungstraining auf die folgende Vermittlung in neue Beschäftigungsverhältnisse vorbereitet werden. Die noch weiterbeschäftigten, jedoch zur Kündigung vorgesehenen Mitarbeiter werden dafür von ihrem bisherigen Arbeitgeber meist freigestellt. Die Transferagentur organisiert Weiterbildungen, um die Chancen der zur Entlassung anstehenden auf dem ersten Arbeitsmarkt zu verbessern. Die ausgeschiedenen Mitarbeiter werden betreut und beraten.
Der Betrieb einer BQG gestaltet sich demgegenüber in organisatorischer und finanzieller Hinsicht wesentlich aufwändiger. Sie bietet den zur Entlassung anstehenden Arbeitnehmern zusätzlich zu den oben genannten Leistungen weiter gehende Möglichkeiten der Qualifizierung und Arbeitserprobung, z. B. im Rahmen betrieblicher Praktika. Da die zur Entlassung anstehenden Mitarbeiter mit Eintritt in die BQG ihr altes Beschäftigungsverhältnis beenden und zugleich ein neues eingehen, übernimmt die BQG sämtliche Arbeitgeberfunktionen für sie. Dazu gehören die Lohn- und Gehaltszahlungen und die Kosten für die Organisation und Durchführung von Qualifizierungs- und Transfermaßnahmen, die in der Regel von Arbeitsverwaltung gemäß § 216a des Dritten Buches Sozialgesetzbuch refinanziert und mit betrieblichen Eigenmitteln kofinanziert werden. Auch die Arbeitnehmerüberlassung an andere Arbeitgeber im Rahmen von Probearbeitsverhältnissen ist nicht unüblich.
In vielen Fällen wurden Transfer- und Outplacementgesellschaften von Großunternehmen, die die Zahl ihrer Mitarbeiter reduzieren wollen oder müssen, selbst gegründet, so z. B. von großen Finanzdienstleistern.

## Vorteile
Man kann davon ausgehen, dass BQG oder Transfergesellschaften inzwischen eine wichtige Funktion bei der Personalentwicklung wahrnehmen und auch eine nicht unerhebliche Wertschöpfungsfunktion durch Qualifizierung und passgenaues Matching erzielen. Obwohl die Arbeitgeber für einen Personaltransfer oft mehr zahlen als für andernfalls fällige Abfindungen, gewinnen sie Planungssicherheit und vermeiden Kündigungsschutzklagen mit ungewissem Ausgang. Außerdem reduzieren sie Imageschäden, die entstehen würden, wenn sie die Mitarbeiter direkt und unvorbereitet auf den Arbeitsmarkt entlassen würden.